# Burkivka, Nijîn
Burkivka (în ucraineană Бурківка) este o comună în raionul Nijîn, regiunea Cernihiv, Ucraina, formată numai din satul de reședință. În secolul al XIX-lea, satul făcea parte din volostul Horoșe Ozero, uezdul Borzna.

## Demografie
Componența lingvistică a comunei Burkivka
     Ucraineană (98,53%)
     Rusă (1,26%)
Conform recensământului din 2001, majoritatea populației comunei Burkivka era vorbitoare de ucraineană (98,53%), existând în minoritate și vorbitori de rusă (1,26%).